# Bodegón con cesto de fruta, aves muertas y mono
Bodegón con cesto de fruta, aves muertas y mono (en neerlandés: Stilleven van vruchten in en voor een rieten mand, dode vogels en een aap) es una pintura de la artista holandesa Clara Peeters, c. 1615-1620.

## Descripción
Se trata de un bodegón, pintado al óleo sobre tabla de madera, de 47,6 centímetros × 65,5 cm. La pintura está en una colección privada.
Bodegón con cesto de fruta, aves muertas y mono tiene una:

peculiar colección de objetos: las uvas están cubiertas de flores, un melocotón se está pudriendo y hay una mosca en una manzana. El pequeño mono, ocupado en alimentarse de nueces, contempla un pequeño montón de pájaros muertos.

## Historia
La historia original de la pintura no se conoce. A partir de 1953, estuvo en manos de los Muller. Fue subastada en Sotheby's a Miss Belleri el 6 de julio de 1966. Desde entonces, volvió a subastarse en Sotheby's el 11 de diciembre de 1991 y, de nuevo, el 24 de abril de 2009 por 103.250 libras en Christie's.
En 2016, Bodegón con cesto de fruta, aves muertas y mono fue una de las pinturas incluidas en El arte de Peeters, la primera exposición dedicada en exclusiva a una mujer por el Museo del Prado de Madrid.